# Lepidiaphanus
Genre
Lepidiaphanus est un genre de collemboles de la famille des Lepidocyrtidae.

## Liste des espèces
Selon Checklist of the Collembola of the World (version du 25 août 2019) :
- Lepidiaphanus eudyptidus Salmon, 1949
- Lepidiaphanus kashmirensis (Arora & Singh, 1962)

## Publication originale
- Salmon, 1949 : New sub-antarctic Collembola. Cape Expedition Series Bulletin Wellington, no 4, p. 1-56.